# Чувахин, Дмитрий Степанович
Дми́трий Степа́нович Чува́хин (1903—1997) — советский дипломат. Чрезвычайный и полномочный посол.

## Биография
Член ВКП(б). Окончил Московский инженерно-строительный институт в 1934 году.
- В 1936—1938 годах — учился в Московском институте востоковедения (МИВ).
- В 1938—1942 годах — сотрудник полпредства (с 1941 — посольства) СССР в США.
- В 1942—1945 годах — заместитель заведующего Отделом НКИД СССР.
- В 1945 году — советник посольства СССР в Югославии.
- С 12 декабря 1945 по 16 марта 1952 года — чрезвычайный и полномочный посланник СССР в Албании[1].
- В 1952—1953 годах — заместитель заведующего Отделом Балканских стран МИД СССР.
- С 25 августа 1953 по 26 октября 1958 года — чрезвычайный и полномочный посол СССР в Канаде[2].
- В 1958—1959 годах — заместитель заведующего Отделом Скандинавских стран МИД СССР.
- В 1961—1964 годах — заместитель заведующего Отделом Юго-Восточной Азии МИД СССР.
- С 22 февраля по 27 апреля 1964 года — чрезвычайный и полномочный посол СССР в государстве Занзибар и Пемба[3].
- С 15 октября 1964 по 10 июня 1967 года — чрезвычайный и полномочный посол СССР в Израиле[4].
- В 1967—1970 годах — на ответственной работе в центральном аппарате МИД СССР.

## Награды
- орден Трудового Красного Знамени (5 ноября 1945)